# Yvrac-et-Malleyrand
Yvrac-et-Malleyrand is een gemeente in het Franse departement Charente (regio Nouvelle-Aquitaine) en telt 530 inwoners (2008). De plaats maakt deel uit van het arrondissement Angoulême.

## Geografie
De oppervlakte van Yvrac-et-Malleyrand bedraagt 18,8 km², de bevolkingsdichtheid is 24,7 inwoners per km².
De onderstaande kaart toont de ligging van Yvrac-et-Malleyrand met de belangrijkste infrastructuur en aangrenzende gemeenten.

## Demografie
Onderstaande figuur toont het verloop van het inwonertal (bron: INSEE-tellingen).